# ريكاردو غونزاليس
ريكاردو غونزاليس (بالإسبانية: Ricardo González)‏ هو سباح كولومبي، ولد في 17 مارس 1947 في Cartagena del Chairá ‏ في كولومبيا.

## روابط خارجية
- ريكاردو غونزاليس على موقع الاتحاد الدولي للسباحة (الإنجليزية)
- ريكاردو غونزاليس على موقع اللجنة الأولمبية الدولية (الإنجليزية)
- ريكاردو غونزاليس على موقع أوليمبيديا (الإنجليزية)